# Mauretania Caesariensis
Mauretania Caesariensis was vanaf 44 na Chr. een Romeinse provincie. Het was het oostelijk deel van het oude koninkrijk Mauretania en komt grotendeels overeen met het noorden van het huidige Algerije.
Aanvankelijk was Mauretania voor de Romeinen en de Grieken het gebied dat grofweg samenvalt met het huidige noorden van Marokko en Algerije. 
Vanaf de zesde eeuw voor Christus ondervond dit gebied invloed van Phoeniciers en hun koloniale afstammelingen, de Carthagers. Toch waren de koningen van dit gebied, dat toen nog Numidië werd genoemd, niet altijd loyaal aan Carthago. Aan het eind van de Tweede Punische Oorlog liepen zij over naar de Romeinen en in de derde droegen zij bij aan de totale verwoesting van Carthago.
In de burgeroorlog tussen Julius Caesar en Pompeius steunden de Mauretanische koningen Bochus II en Bogud Julius Caesar.
In de dertiger jaren voor onze jaartelling werd het gebied van beide koningen definitief geannexeerd door Rome. Toen de laatste koning van Mauretania, Ptolemaeus van Mauretania, in 40 na Chr. op last van de Romeinse keizer Caligula werd geëxecuteerd, kwam het gebied in opstand tegen Rome. Caligula's opvolger Claudius slaagde er echter in het gebied in te lijven bij het Romeinse Rijk (44 na Chr.) en verdeelde het in twee provinciae, met de Mulucharivier (Muluya) (ongeveer 60 km ten westen van het huidige Oran) als grens. Ten westen van de rivier lag Mauretania Tingitana, ten oosten ervan Mauretania Caesariensis, dat zelf in het oosten weer grensde aan de provincia Numidia.
Achaea · Alexandria et Aegyptus · Africa · Alpes Cottiae · Alpes Maritimae · Alpes Poeninae · Arabia Petraea · Armenia Inferior · Asia · Britannia · Cappadocia · Cilicia · Corsica · Creta · Cyprus · Cyrenaica · Dacia · Dalmatia · Epirus · Galatia · Gallia (Aquitania · Belgica · Lugdunensis · Narbonensis) · Germania (Inferior · Superior) · Hispania (Baetica · Lusitania · Tarraconensis) · Italia · Iudaea · Lycaeonia · Lycia · Macedonia · Mauretania (Caesariensis · Tingitana) · Moesië (Inferior · Superior) · Noricum · Numidia · Pannonia (Inferior · Superior) · Pamphylia · Pisidia · Pontus et Bithynia · Raetia · Sardinia · Sicilia · Syria · Thracia

Tijdelijke bezettingen: Germania (7-9 n.Chr.) · Armenia (114-117 n.Chr.) · Assyria (116-117 n.Chr.) · Mesopotamia (115-117 n.Chr.)